# Huntsville, Alabama
Huntsville je mesto in sedež okrožja Madison v Alabami. Leta 2000 je mesto imelo 164.570 prebivalcev.